# Chiesa di San Nicola di Mira (Rodi Garganico)
La chiesa di San Nicola di Mira è un luogo di culto cattolico, chiesa madre della città di Rodi Garganico, in provincia di Foggia e arcidiocesi di Manfredonia-Vieste-San Giovanni Rotondo; fa parte della vicaria foranea del Gargano Nord.
La chiesa, situata nei pressi della piazzetta Luigi Rovelli segna il confine settentrionale dell'antico borgo marinaro.

## Storia
In seguito ai violenti terremoti che colpirono l'area garganica nel XVII secolo, l'antica parrocchia del SS Crocifisso era stata dichiarata inagibile.
Per questo motivo, la cittadina garganica si ritrovò nella necessità di costruire una nuova chiesa, scegliendo, questa volta un posto più sicuro da un punto di vista sismico.
Si scelse la zona pianeggiante che segnava, a quei tempi, il confine settentrionale del centro abitato tra la porta principale (attualmente Piazza Garibaldi) e i due archi del tramonto (attualmente Piazza Rovelli).
I lavori di costruzione ebbero inizio nel 1680 e per tutta la loro durata, le funzioni religiose si svolsero nella chiesetta di Santa Annunziata, di fronte alla costruenda Chiesa madre, su Corso Umberto I, successivamente sconsacrata e trasformata in attività commerciale.
Venne consacrata soltanto nel 1826, ma le funzioni religiose erano iniziate subito dopo la costruzione, in occasione della visita pastorale dell'arcivescovo Eustachio Dentice, durante la quale vennero donate le reliquie di San Teodoro e San Cristoforo.
La dedicazione deriva, molto probabilmente, da una particolare devozione dell'arcivescovo Dentice, arcivescovo metropolita di Manfredonia ed amministratore perpetuo di Vieste.

## Architettura
La struttura e la forma architettonica della chiesa risultano essere molto semplici e lineari.

### Architettura esterna
La facciata principale, su corso Umberto I, spoglia da decorazioni, non presenta sagrato. Il portale, rialzato di tre gradini, risulta essere costituito da una doppia architrave. Più in alto, sulla facciata, si apre una vetrata, realizzata molto tempo dopo la costruzione della chiesa, e ancora più in alto si trova una statuetta della Madonna.
La facciata di destra non presenta alcuna decorazione e si affaccia sul cortile che introduce alla sagrestia e al campanile.
La facciata di sinistra, su via Mazzini, risulta altrettanto semplice. Su di essa si trova una lapide in onore ai 23 caduti delle guerre di indipendenza e un vecchio portale, murato, da cui, un tempo, si faceva uscire in processione la statua di san Nicola di Mira. Accanto ad esso è tuttora visibile una pietra nera che, un tempo, i rodiani erano soliti baciare prima di entrare in chiesa.

#### Il campanile
della costa marina.
Campanile
della chiesa e dei giardini.
Sentinella
della bella Rodi...
profumata d'amore»
da' costa marin'
Campanil'
da' chjes e i jardin'
S'nt'nell'
da' bella Rod'...
profumèt d'amor'.»
(Pietro Agostinelli, L'idioma di Rodi)

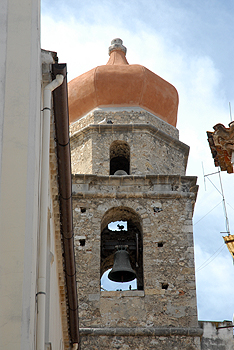
Il campanile

Il campanile si discosta sensibilmente dall'architettura della struttura.
La sua costruzione, infatti, non risale al 1680, ma al XII secolo.
Nel periodo antecedente alla costruzione della chiesa, veniva utilizzato a scopi difensivi.
La struttura presenta una base quadrata, una elevazione di tre piani, interrotta da quattro feritoie e quattro finestini a tutto sesto, che termina in una cupola a tamburo ottagonale.
Le due parti, cupola e corpo, sono state costruite rispettivamente nel XII e nel XIII secolo e denotano uno stile tendenzialmente romanico e un aspetto ortodosso, soprattutto per l'acceso cromatismo della cupola avente forma di bulbo.
L'ultimo restauro ha evidenziato la presenza di una pietra fuori asse che dimostrerebbe l'esistenza di una struttura antecedente alla chiesa su cui la torre in parte poggiava.

### Architettura interna
La struttura interna, ad un'unica navata, risulta essere altrettanto semplice. La volta, un tempo in muratura, oggi risulta essere ornata da cassettoni in legno. Sulle pareti laterali sono collocati gli altari, mentre sulla parete opposta a quella d'ingresso è collocato l'altare maggiore.

#### Presbiterio
Sopraelevato rispetto al resto della chiesa e, un tempo, delimitato da una balaustra in ferro, il presbiterio è tutt'oggi dominato dall'altare maggiore.
Nel corso degli anni ha subito numerose modificazioni, tra cui la rimozione del coro (sovrastato da una tela raffigurante san Cristoforo) e la copertura in legno che, per l'impossibilità di un restauro, ha coperto un affresco raffigurante, ancora una volta, il santo martire.
Altra modificazione è l'aggiunta di una mensa in legno per sostituire, dopo le decisioni del Concilio vaticano II, la mensa originaria dove la messa veniva celebrata di spalle.
Dal 1980, in seguito all'ennesima chiusura della chiesa del Santissimo Crocifisso, è stata collocata sul presbiterio la statua del Cristo morto e, su altri altari, le statue di san Michele Arcangelo e san Rocco.

#### Altari
Il Santo è rappresentato con espressione intensa e un incarnato scuro, al contrario del bambino che presenta un incarnato chiaro.
Il motivo per cui è stato scelto come compatrono, va ricollegato al periodo delle incursioni dei Turchi, in particolar modo tra il 1673 e il 1678 L'11 luglio 1678, centocinquanta Turchi cercarono, ancora una volta, di entrare nella cittadina. La città era caduta di nuovo nel panico e oltre a pregare la patrona, la Madonna della Libera, si narra che l'allora parroco Lattanzio Paolozzi rimase sul sagrato della vecchia parrocchia, del Santissimo Crocifisso, mostrando un'immagine di San Cristoforo e assicurando che chiunque avesse guardato l'immagine e pregato il santo non sarebbe perito durante l'assalto turco. Anche questa volta Rodi ebbe la meglio, mettendo in fuga i Turchi, uccidendone due e imprigionandone sei.
Cristophorum videas, postea tutus eas, questa la credenza che da allora si diffuse tra i rodiani che, ormai, attribuivano la vittoria non solo alla Vergine ma anche a San Cristoforo.
Da allora la cittadinanza, in special modo i facchini (di cui San Cristoforo era il protettore), si mobilitò affinché San Cristoforo venisse proclamato secondo patrono della cittadina. Grazie anche all'appoggio dell'abate Spinelli, nel 1680 l'arcivescovo di Manfredonia Orsini, nominò il Santo compatrono di Rodi, spostando anche la data originaria dei festeggiamenti in suo onore dal 26 al 3 luglio. La statua venne donata l'anno successivo proprio dall'abate Spinelli che, per l'occasione, donò alla cittadinanza le prime reliquie del Santo. e trasportata con un veliero della famiglia Carbone. Venne posta sull'altare maggiore in posizione visibile anche dall'esterno in modo tale che ogni cittadino, prima di intraprendere le proprie attività quotidiane, potesse vedere l'immagine del Santo.
- Altare maggiore, di San Cristoforo: in posizione centrale sulla parete opposta a quella d'entrata.

Il dorsale, realizzato da artisti locali tra il 1680 e il 1681, è linea con lo stile tardo-barocco pugliese. La struttura architettonica è costituita da due ordini sovrapposti e distinti tra loro, che si restringono verso l'alto. L'ordine inferiore presenta decorazioni a volute con cherubini incastonati e presenta, al centro, la nicchia in cui è inserita la statua di San Cristoforo, decorata con tre colonne a torciglione. L'ordine superiore è anch'esso decorato da volute e cherubini e presenta una nicchia, in posizione centrale, di misure inferiori rispetto a quella di San Cristoforo, dove un tempo era collocata la statua del Cristo risorto e decorata da due angeli. La trabeazione riporta la scritta Ecce deus noster iste ed è sormontata da una cimasa in pietra.
La mensa ed il tabernacolo, rispettivamente in marmo e in argento sbalzato, sono decorati con motivi floreali. Il tabernacolo presenta una raffigurazione del Redentore nell'atto di benedire i fedeli.
Da sinistra
- Ex altare di Santa Caterina: altare un tempo sovrastato da una tela raffigurante i due santi. Oggi è stato rimosso e sostituito da un confessionale portato dal Santuario della Madonna della Libera.
- Altare di San Giovanni Bosco (ex altare di Santa Filomena): rimossa la statua di Santa Filomena per indicazione della Santa Sede a causa di nuove scoperte sulla biografia della santa, oggi l'altare è sovrastato dalle statue di San Giovanni Bosco e San Domenico Savio, sculture lignee risalenti al 1971, di pregiata fattura e realizzate dallo scultore Ortisei, e da una statua di Santa Rita.[2] L'altare, alla base, presenta due stemmi raffiguranti una rosa coronata, simbolo della lotta tra la luce e le tenebre e stemma della Congrega del Sodalizio della Rosa Coronata che manuteneva l'altare.[2]

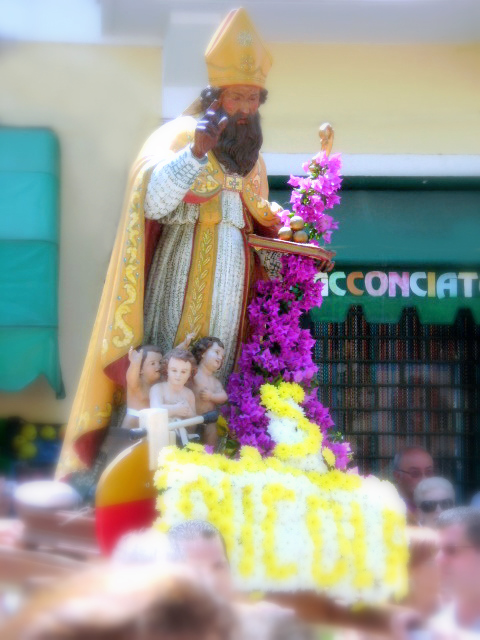
Statua di San Nicola di Mira durante la processione del 3 luglio.

- Altare di San Nicola di Mira (ex altare del Rosario): Sovrastato, fino agli anni '60, da una tela raffigurante la Madonna di Pompei, realizzata dallo scultore Angelo Gallucci da Rignano, venne sostituita da una statua lignea raffigurante il miracolo di San Nicola di Mira che avrebbe resuscitato tre bambini che erano stati rinchiusi in una botte.[2]
- Altare del Purgatorio (ex altare della Trinità): L'altare era sormontato da una tela raffigurante la Santissima Trinità con, sullo sfondo, Assisi sospesa tra le nubi angelicate e, in primo piano, Sant'Alfonso dei Liguori e San Tommaso d'Aquino.[10] Il dipinto, risalente al 1844, è stato ritenuto dalla critica come una sovrapposizione di stili tipici dell'epoca ed attribuito al pittore abruzzese Giuseppe Palma.[10] Questa tela, in un secondo momento, è stata sostituita[13] da una pala raffigurante la Madonna della Misericordia (o del Purgatorio), del pittore Pier Paolo di Nunzio, risalente al 1681.[10] La tela raffigura la Vergine con il Bambino, seduta su una nube e circondata da angeli intenti a salvare le anime del Purgatorio, mentre due reggono la corona della Madonna.[10] Alla base è stato sistemato un fonte battesimale, in origine acquasantiera, decorato con foglie d'acanto e motivi floreali.[10]
- Altare del Sacro Cuore di Gesù (ex altare del Purgatorio): un tempo sormontato dal dipinto dell'altare precedente, oggi sono state collocate su di esso due statuine raffiguranti il Sacro Cuore di Gesù e l'Immacolata.[10]
- Altare della Natività (o di San Giuseppe): è sovrastato da una tela di Kalendus Martu risalente al 1481,[14] raffigurante la natività con un suggestivo effetto notturno.[10] È di stile napoletano.[10]